# بازار

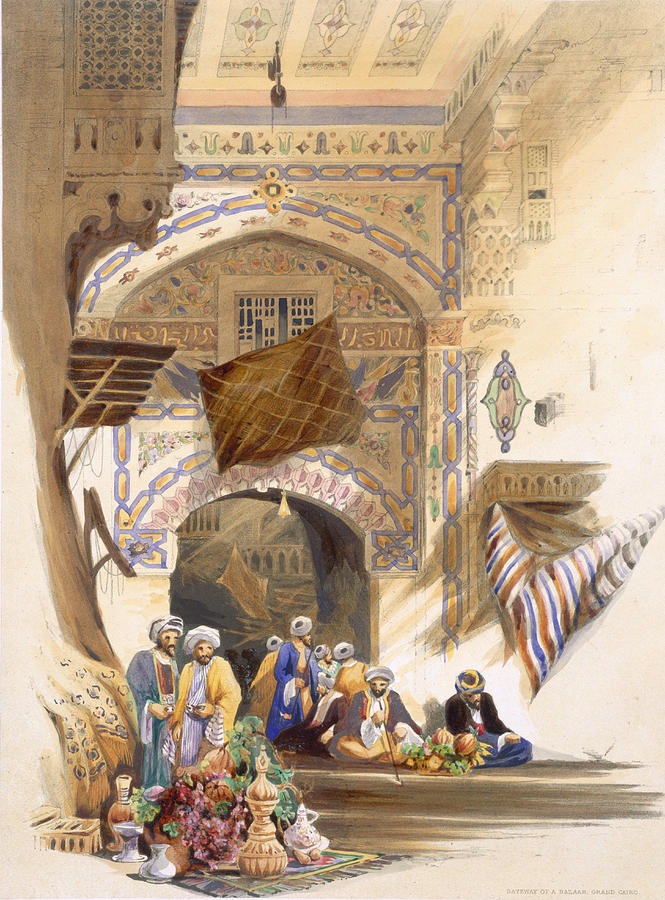
یک نقّاشی از قاهره در سال ۱۸۴۶ م که درگاه یک بازار را نشان می‌دهد.

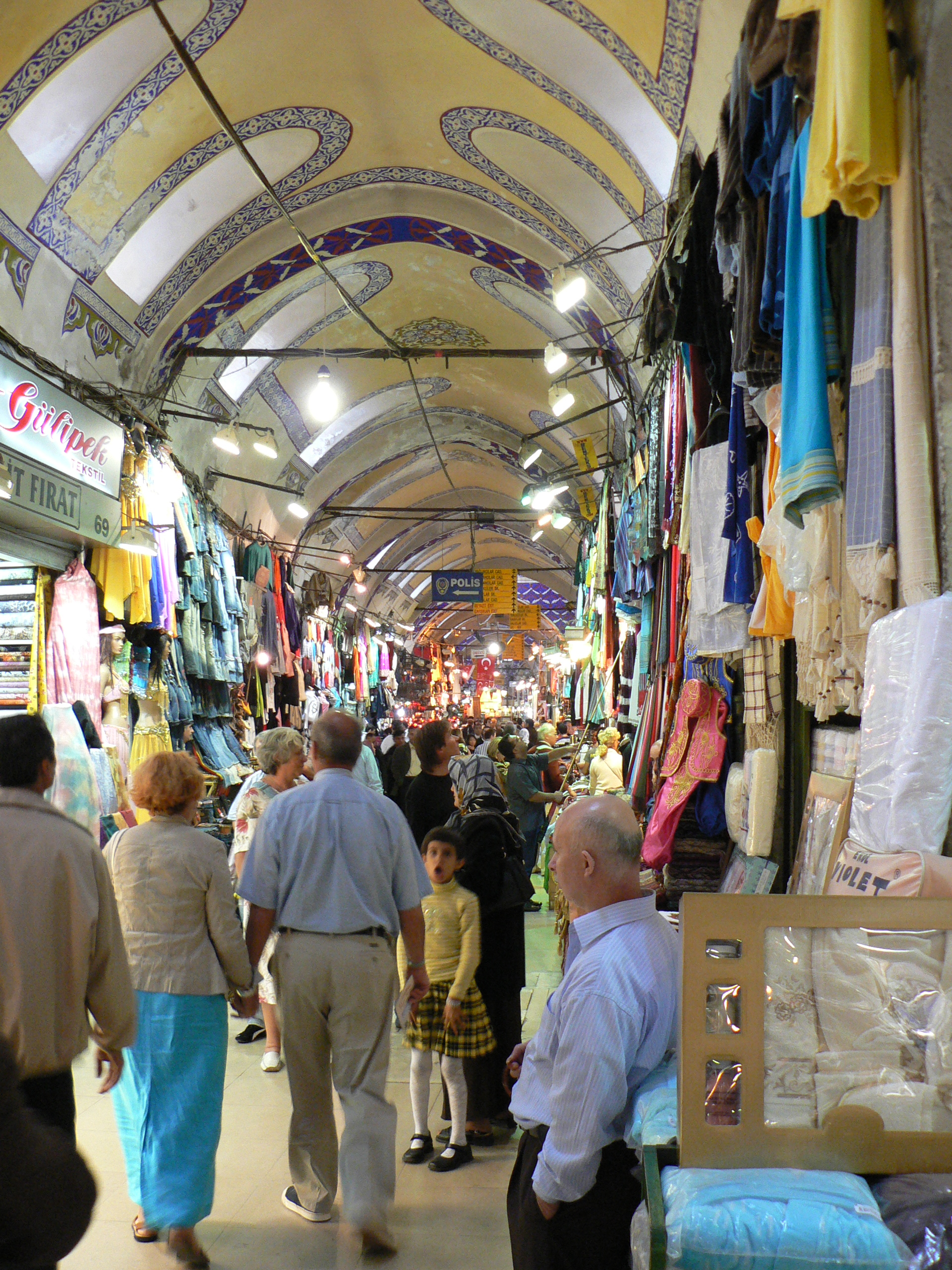
بازار بزرگ استانبول.

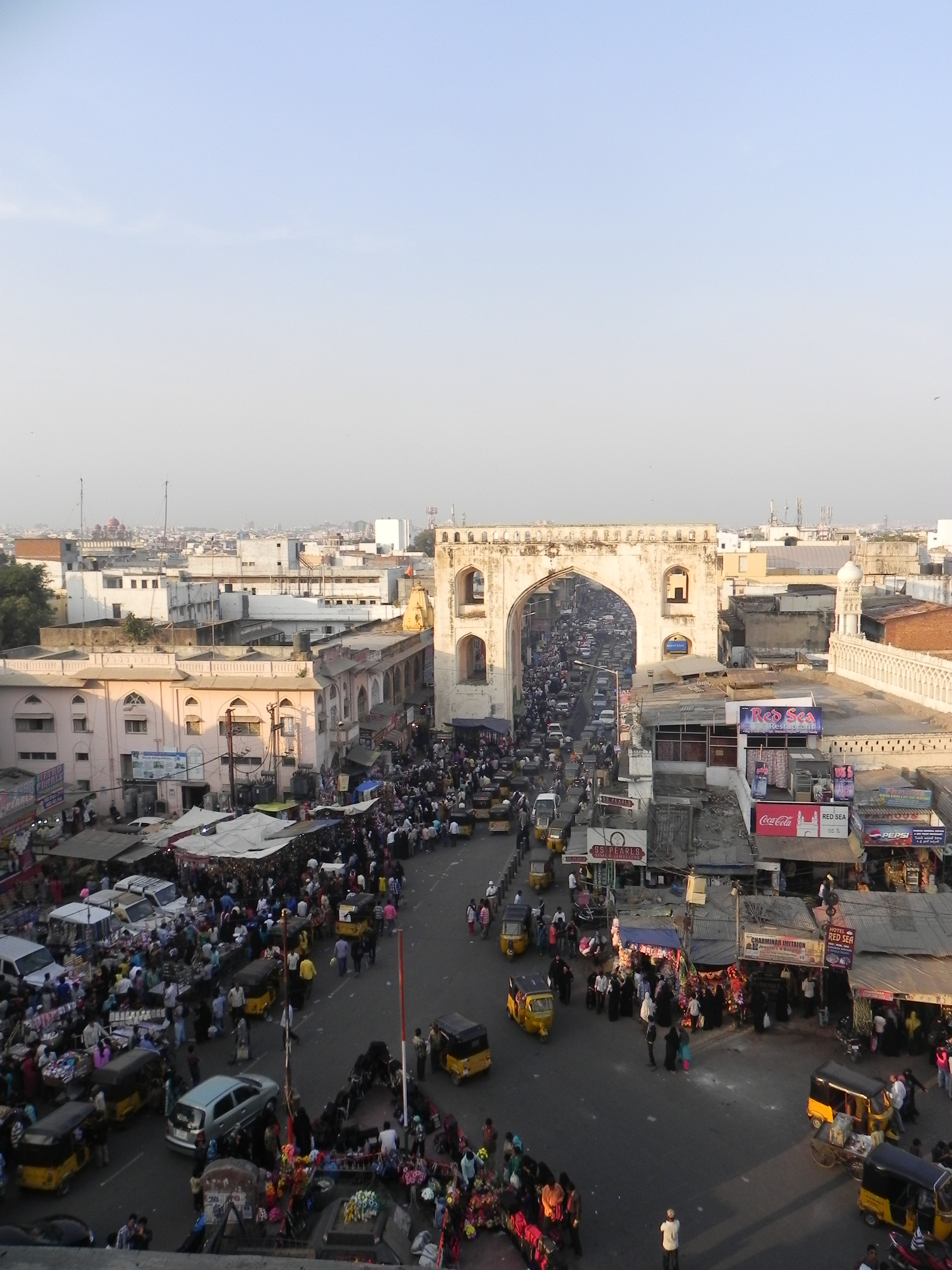
بازار چهارمنار، حیدرآباد، هند.

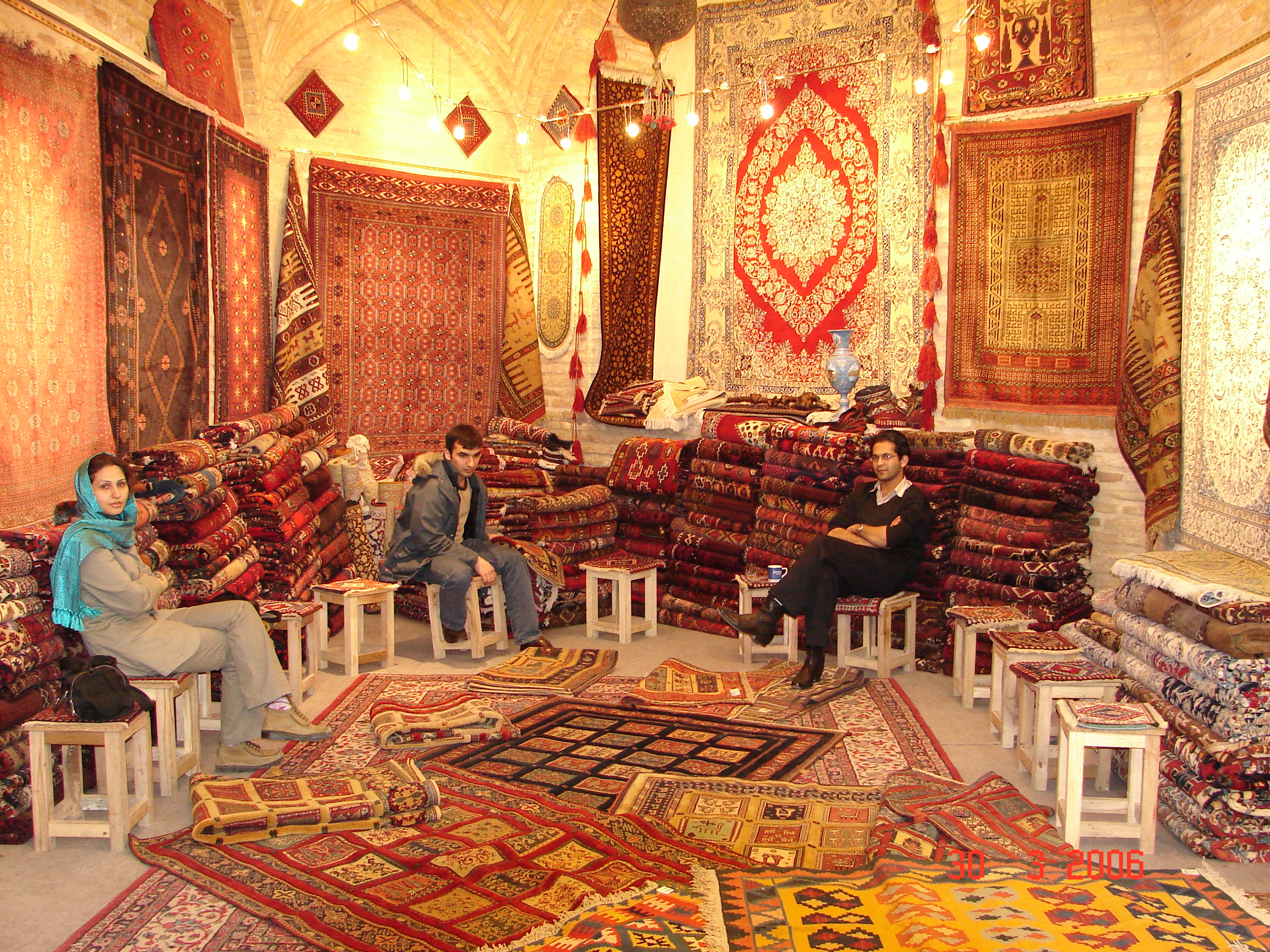
یک فروشگاه فرش در بازار بزرگ اصفهان

نمایی از یکشنبه بازار رودسر.

بازار (از پهلوی:    ch    بهاچار، به معنی: جایِ بها/قیمت) در شهرهای زیادی از خاورمیانه، آسیا، آفریقا و بخشیهایی از اروپا، به مرکز اصلی بازرگانی شهر یا روستا گفته می‌شود.
واژه بازار تقریباً در هر زبانی که این نوع بازار در آن رایج باشد کاربرد دارد.

## نام
واژه بازار از پارسی میانه وازار(wāzār)، از پارسی باستانی واچار(vāčar) سرچشمه می‌گیرد.

## بازار در شهر اسلامی
جایگاه بازار در شهر اسلامی:در بررسی جایگاه بازارهای شهرهای اسلامی خاورمیانه و شمال آفریقا از لحاظ جغرافیایی و طبیعت پیرامونشان چهار وضع متفاوت تشخیص داده می‌شود:
- بازار در محور میان دو دروازة شهر، مانند الجزیره، قاهره، قیروان، مکناس، و رباط؛
- بازار در محور میان یک دروازه و مسجد جامع شهر یا قصر حاکم، مانند فاس قدیم، مدینه، تازه در مراکش، تهران، و تونس؛
- بازار در راه میان دو مسجد بزرگ و ارگ مانند اصفهان، استانبول، و مکه؛
- بازار میان مسجد جامع و ارگ یا میان ارگ و یکی دیگر از استحکامات شهری، یا میان یک بندر و مرکز شهر، مانند حلب، بغداد، دمشق، کویت، مهدیه، و تطوان

## ساختار پیکر بازار
در بنای بازارهای اسلامی با معماری سنّتی، سه بخش اصلی را می‌توان از هم تمیز داد:
- کوی‌ها یا گذرگاه‌های اصلی و فرعی (راسته‌ها)؛
- مجتمع‌های تجاری دارای انبارها و محل‌هایی برای سکونت موقت بازرگانان (خان، سرا یا کاروانسرا، فُندُق، وَکاله، رَباع)؛
- مجتمع های تجاری بی امکان سکونت (قیصریه، تیمچه، بدستان).

سرای و کاروانسرای:
نام خانها، اغلب، از نام کالاهای عمده‌ای که در آن‌ها معامله می‌شده یا از نام بنیانگذار آن‌ها گرفته شده‌است. از این رو در بیشتر شهرهای عرب زبان مرکز جهان اسلام یک «خان الصّابون» یا یک «خان الزّیت» وجود دارد. مجتمع‌های تجاری با امکان سکونت (سرای، خان، فُندُق، وکالة) در شهرهای دورهُ اسلامی از لحاظ طرح و ترکیب ساختمانی تفاوت چندانی با هم ندارند و با گذشت قرنها تغییر زیادی نکرده‌اند. خان به‌طور کلی شامل یک حیاط میانی است که حجره‌های به هم پیوسته گرد آن را گرفته‌ است. تفاوت خان‌ها بیشتر در شکل زمین، تعداد طبقات، و نوع ایوان و رواق و راهروهاست. معمول‌ترین نوع خان دو طبقه‌است. در بیروت، استانبول، و تبریز چندین خان سه طبقه هم دیده می‌شود. وَکاله‌ها و فُندُقها در قاهره و فاس و دیگر شهرها غالباً بیش از دو طبقه دارند. با ملاحظهُ این تفاوت‌ها می‌توان به هشت طرح اصلی خان اشاره کرد:

### ۱. خان با رواق و ایوان سراسری در همهٔ طبقات
در این نوع که در خاورمیانه عمومیّت دارد حجره‌ها از طریق ایوان به حیاط راه دارند. حجره‌ها شبیه به هم و دارای ابعاد متفاوت اند؛ مساحت برخی از آن‌ها به پنج متر مربع (خان البُرود در بیروت) و برخی دیگر به پنجاه متر مربع هم می‌رسد (بویوک ینی خان در استانبول).

### خان با ایوان سراسری در سه طرف
طرح این نوع خان برای صرفه جویی در زمین است و اختصاص به خانهای کوچکتر دارد، مانند خان الصّابون طرابلس لبنان یا خان الحبال حلب.

### خان با رواق و ایوان سراسری و راهروی داخلی
این نوعِ ویژه خان نادر است و برای زمین‌های قناس طرح‌ریزی شده‌است مانند خان حسن پاشا در استانبول. ابعاد حجره‌ها در این خانها متفاوت و حیاط آن‌ها کوچکتر است. در خان آنطون بک بیروت که از خانهای جدید (قرنهای سیزدهم و چهاردهم) است از این طرح استفاده شده‌است.

### خان با رواق و ایوان سراسری در یک طبقه
مانند سراهای بازمانده از عهد صفوی در ایران که حجره‌ها در طبقة همکف مستقیماً یا از طریق هشتی کوچکی به حیاط راه دارند. در طبقة بالا، این هشتیها به هم متصل اند و تشکیل راهرویی را می‌دهند، مانند خان مادرشاه و سرای تالار در اصفهان.

### خان با رواق و ایوان سراسری در دو طبقه
در این نوع خان که خاص کشور مصر است طبقات همکف و اوّل از طریق ایوان و رواق به حیاط راه دارند، مانند وکالة قایِتبای و وکالةُالغوری در قاهره. راهروهای طبقات بالاتر در درون ساختمان جای دارند.

### خان با مهتابیهای دورتادور
در این نوع خان که بیشتر خاص سراهای قرن سیزدهم در ایران است، برخلاف خانهای عصر صفوی که در طبقات بالا، راهروهای سرپوشیده به شکل رواق و ایوان دورتادور داشت، طبقة اوّل (بالای همکف) عقب نشسته و تشکیل مهتابی داده‌است، مانند سرای حاجی کریم در اصفهان و سرای احمدی در شیراز و فُندُق سوق التطاوین در شهر تازه و فُندُق الطَرّافه در رباط مراکش.

### خان با ایوان و گوشه‌های پخ
این نوع خان عمدتاً در ایران یا در مناطق متأثّر از معماری ایرانی دیده می‌شود، مانند دیار بکر و اورفا در ترکیه. خان قوردبک در حلب استثنای این قاعده در کشورهای عربی است.

### خان با صحن سرپوشیده
در این نوع، صحن میان خان با یک یا چند گنبد پوشیده شده‌است. حجره‌ها گرداگرد صحن قرار دارند و طبقة فوقانی دارای ایوانی سراسری و مشرف به صحن است. بدین ترتیب این خانها شباهت زیادی به تیمچه‌های ایرانی دارند و احتمالاً از معماری آن‌ها متأثرند. خانهای دمشق بجز خان الحریر و خان الزّیت کلاً از این گونه‌اند. از این میان خان اسعدپاشا، خان سلیمان پاشا و خان العمود متعلّق به دورة عثمانی است. خان یا مجتمع تجاری رستم پاشا در ارزروم و خان مرجان (خان اورتمه) در بغداد گونه‌هایی خاص و منحصربه‌فرد هستند. در اولی از طبقة همکف به صورت مهمانسرا استفاده می‌شود و حجره‌های تجاری، گرداگرد طبقة اوّل قرار دارند. خان مرجان صحنی سرپوشیده‌است که در گرداگرد آن، دو طبقه حجره ساخته شده‌است. ظاهراً این خان در اصل «یام»، یعنی چاپارخانه‌ای به سبک مغولی بوده‌است.

## گونه‌های یک بازار

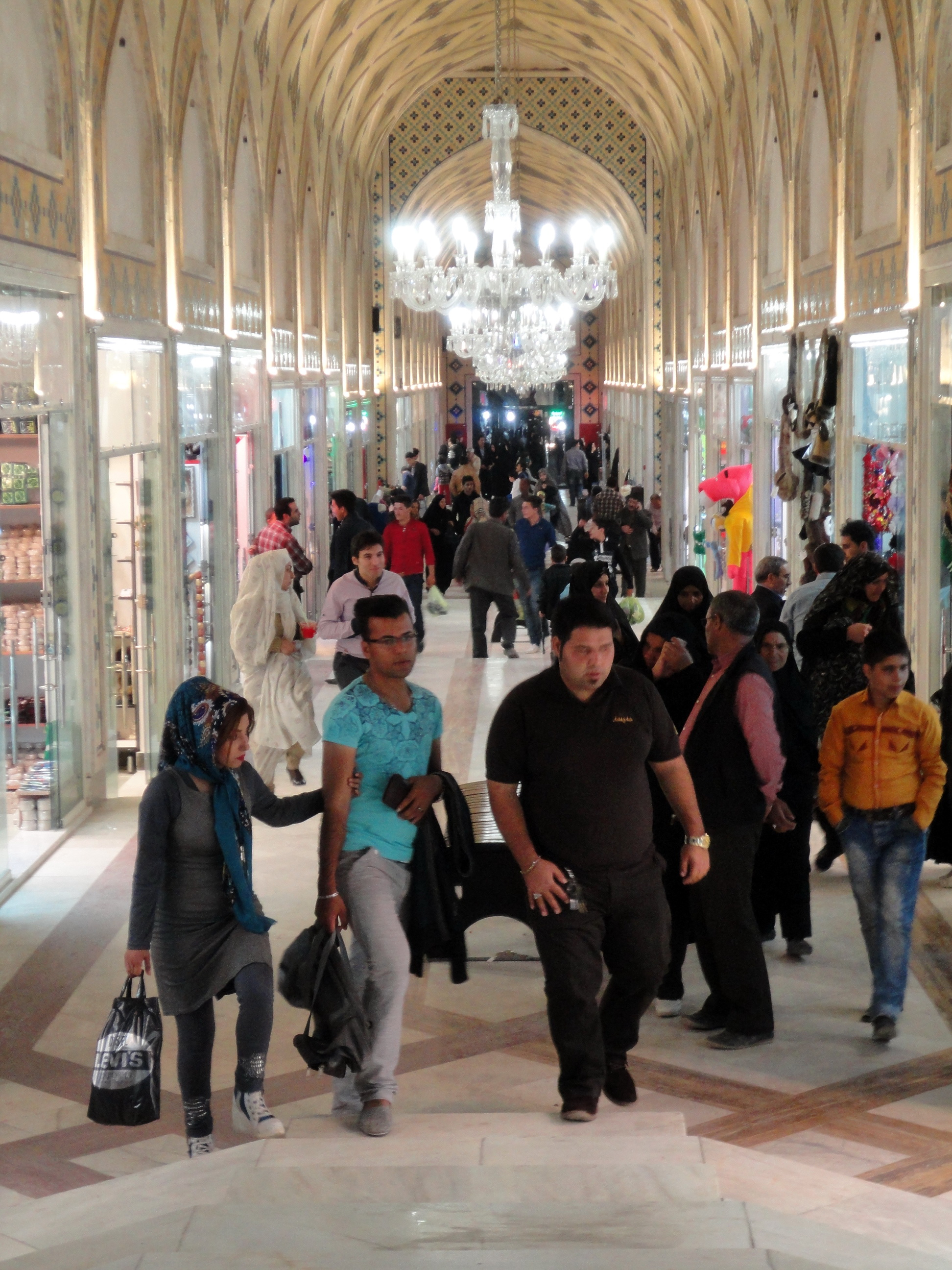
بازارچه‌ای در مشهد؛ ایران

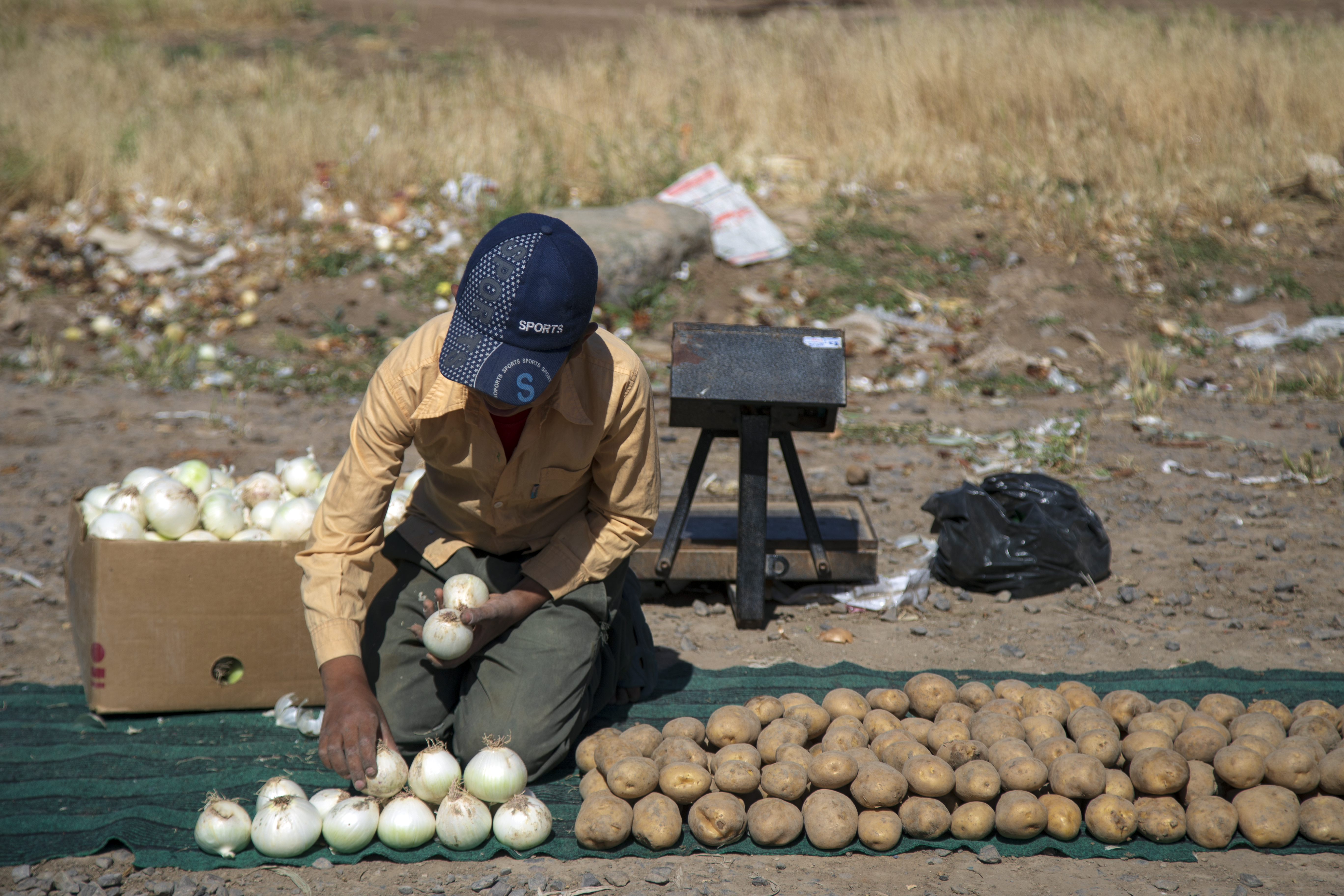
یک نوجوان در حال فروش پیاز و سیب زمینی در یک بازار روز در ایران

- بازارستان:بازار فروش پارچه (قماش) در ایران و ترکیه.
- بازار محله (بازارچه): که نیازهای ساده و روزانهُ ساکنان محل را اعم از خوراک و پوشاک و دیگر کالاها فراهم می‌آورد و معمولاً از یک بازار مرکزی تغذیه می‌شود. این بازارها از جهاتی مانند مُسَقَف نبودن، داشتن ترکیب مسکونی ـ تجاری، نداشتن خان و تجمع صنفی با بازار بزرگ فرق دارند.
- بازارهای دائمی:در شهرهای متوسط و بزرگ و گاهی در شهرهای کوچک، یک یا چند راه اصلی شهر به بازار اختصاص می‌یافت. معمولاً بازار دائمی و اصلی هر شهر از مهمترین دروازه شهر شروع می‌شد و تا مرکز

شهر یا تا دروازه یا دروازه‌های دیگر امتداد می‌یافت. در دو سوی راسته‌های این بازارها تعدادی دکان متصل به یکدیگر وجود داشت. در پشت دکان‌ها تعدادی کاروانسرا و تیمچه می‌ساختند که در ورودی آن‌ها در راسته اصلی و گاه در راسته‌های فرعی قرار داشت. بازارها مهمترین محور ارتباطی، اقتصادی و اجتماعی و به عبارت دیگر مرکز شهر بودند و علاوه بر فضاهای اقتصادی، مهمترین فضاهای فرهنگی و اجتماعی شهر مانند مسجد جامع و سایر مساجد بزرگ، مدرسه‌های علمیه، خانقاه‌ها، زورخانه‌ها و غیره در امتداد آن قرار داشتند.
- بازار محلی یا ادواری: بازاری که هفتگی تشکیل می‌شود. تا گذشته‌ای نه چندان دور در بعضی از شهرها (و نیز در بعضی از روستاها) بازارهایی در مواقع معینی از سال یا ماه یا حتی هفته به صورت ادواری تشکیل می‌شد. وسعت و دوره زمانی این بازارها به نوع کالاهای مورد معامله و حجم مبادلات و حوزه نفوذ آن‌ها بستگی داشت. در بعضی از شهرها یک روز معین از هر هفته به تشکیل بازار اختصاص داشت و معمولاً این بازار به نام همان روز موسوم می‌شد مانند دوشنبه بازار، پنجشنبه بازار، جمعه بازار و… در مواردی نیز این بازارها ماهانه یا سالانه برگزار می‌شد. این بازارها با وجود آنکه گاهی در طی یک مدت طولانی در هر شهر و در یک محل معین و معمولاً در کنار یک راه یا میدان تشکیل می‌شدند فاقد فضای ساخته شده بودند.

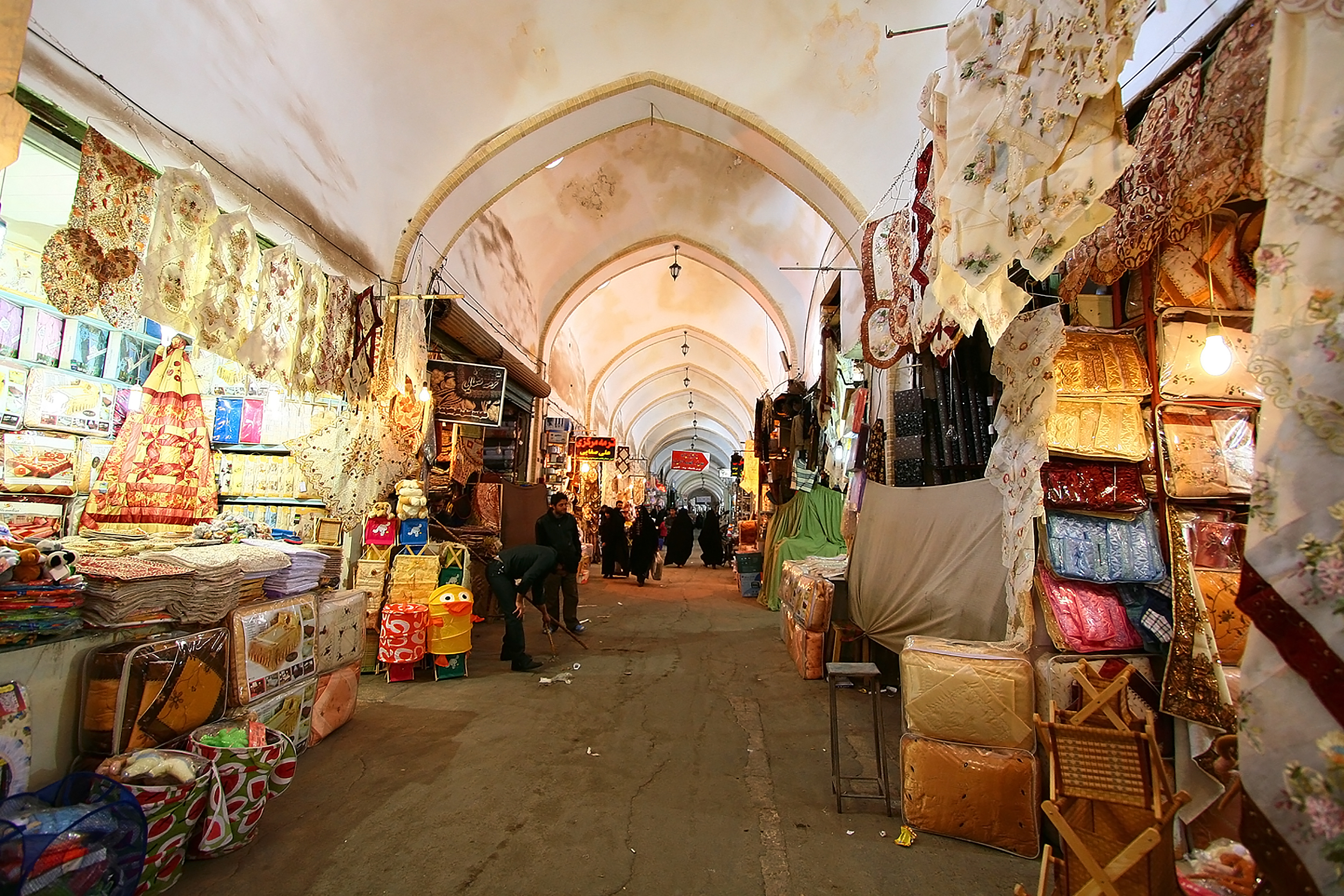
بازار قدیم قم، معماری دوره صفوی

- بازار قدیم قم، معماری دوره صفویبازارگاه‌های شهری:در بسیاری از شهرهای کوچک و بزرگ فضایی باز و ساخته نشده برای استقرار دستفروشان وجود داشت که در آن‌ها کالاهای ارزان قیمت، و در بعضی از شهرهای بندری و مرزی حتی کالاهای لوکس، برای فروش عرضه می‌شد. بعضی از بازارگاه‌ها نیز به فروش میوه و سبزیجات اختصاص داشت. تفاوت بازارگاه‌ها با بازارهای ادواری در زمان برپایی آن‌ها بود. بازارگاه‌ها کمابیش در همه اوقات سال برپا بودند و تقریباً حالت دائمی داشتند، هر چند که گاهی بعضی از آن‌ها بیش از چند سال دوام نمی‌یافتند و تحت تأثیر عوامل اقتصادی، اجتماعی یا تصمیم مقام‌های شهری تعطیل می‌شدند. نمونه‌های متعددی از این بازارگاه‌ها هنوز در شهرهای مختلف به چشم می‌خورد. اکنون در بندرعباس در کنار بازار شهر بازارگاه‌هایی وجود دارد که در آن‌ها کالاهای وارداتی مانند لوازم صوتی و تصویری و پوشاک و… عرضه می‌شود. در یکی از آن‌ها هر فروشنده یک دکه یا اتاقک پیش‌ساخته دارد، و در دیگری دستفروشان کالاهای خود را بر روی زمین پهن می‌کنند. در چابهار نیز بازارگاه‌هایی وجود دارد که در آن کالاهای وارداتی عرضه می‌شود. در شیراز، تهران، اصفهان، تبریز و سایر شهرها نیز نمونه‌هایی از این بازارگاه‌ها، به خصوص بازارگاه‌های میوه و تره بار، یافت می‌شود

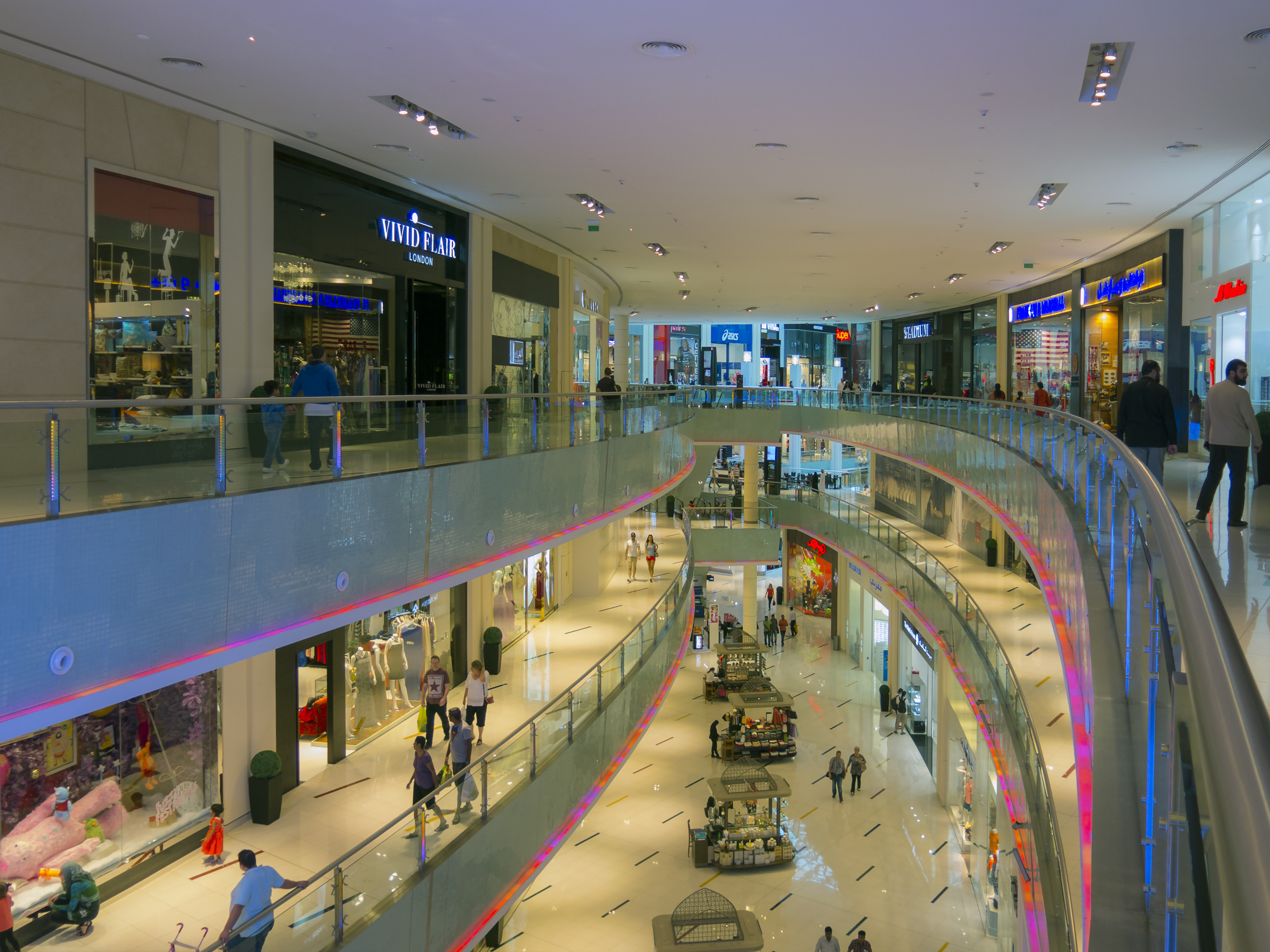
دبی مال، بزرگترین بازار جهان در کشور امارات متحده عربی، شهر دبی

- بازار هنر در کلانشهر اصفهاندبی مال، بزرگترین بازار جهان در کشور امارات متحده عربی، شهر دبیبازار بیرون شهری (حومه): این بازارها در حاشیهُ شهر و اغلب به صورت بازار خطی در طول راه‌های منشعب از دروازهُ شهر واقع است و محل اتصال شهر به روستا است. نمونه‌های خوب برای این گونه بازارها: «میدان» در دمشق؛ سوق خرق در بغداد؛ سوق بنقوسا در حلب؛ دروازهُ تونس در قیروان؛ دروازهُ شرقی در قندهار؛ و بازار دروازهُ جنوب غربی در شیراز است. این بازارها دارای خان‌های ساده‌ای هستند که از آن‌ها برای نگهداری محصولات کشاورزی، حیوانات بارکش، وسایل حمل و نقل و پرورش دامها به‌طور موقت استفاده می‌شود. کشاورزان و روستاییان اغلب برای تهیهُ نیازمندیهای خود به این بازارها ـ که هنوز هم معامله در آن‌ها ساده‌تر است ـ یا سایر بازارهای حاشیه‌ای که برای تأمین نیازهای ضروری روستاییان مجهز شده‌اند، مراجعه می‌کنند. نمونه‌های خوب این بازارها در تبریز، در حِمص (سوریه)، تِطوان (مراکش)، هرات، کاظمین، سَفاقُس، صنعا، و تَعِز (یمن) دیده می‌شود. مهمترین رشته‌های کسب در این بازارها: فراورده‌های کشاورزی و دامی (غلات، میوه و تره بار، دام و طیور، لبنیات، تخم مرغ، پشم، زغال چوب و هیزم) ابزار کشاورزی، کالاهای نجاری، آهنگری، طناب بافی، سراجی، سفال سازی، سبدبافی، کالاهای ارزان نساجی، و پشم رنگ شده برای قالیبافی و گلیم بافی، و… است.

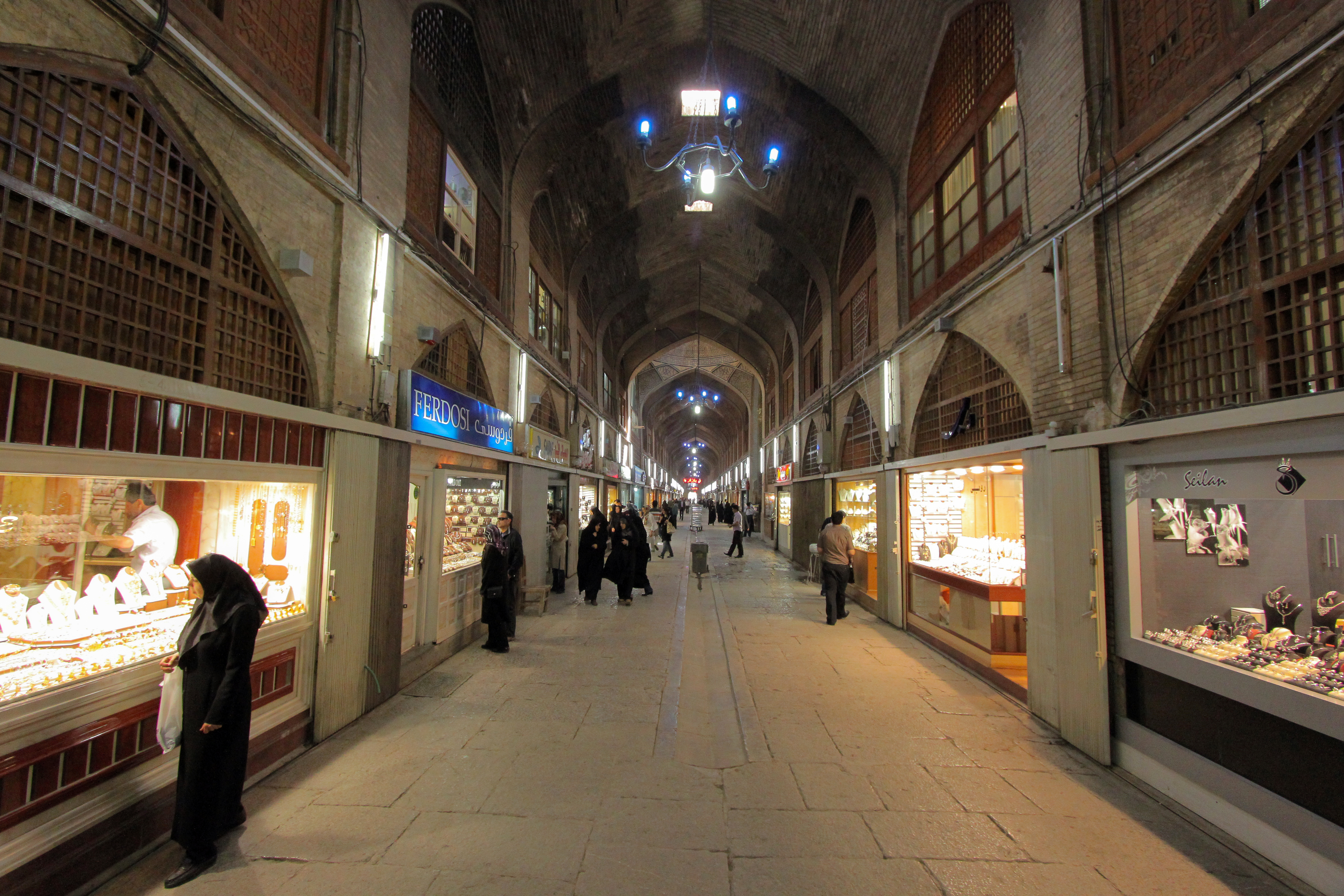
بازار هنر در کلانشهر اصفهان

- بازار زیارتی:در این بازارها که معمولاً در همسایگی مکانهای مقدس و زیارتگاه‌های اسلامی جای دارند بیشتر کالاهای اماکن زیارتی در معرض فروش قرار می‌گیرند؛ کالاهایی مانند شمع، مواد نذری، زیورآلات طلا و نقره، انواع منسوجات برای بانوان، کالاهای سوغاتی، اشیای کوچک بهادار، و خدماتی نظیر صرافی، عکاسی، مسافرخانه، حمله داری، غذاخوری، مسافربری و حمل و نقل شهری عرضه می‌شود. نمونه‌های واقعی این بازارها در مشهد، قم، سامره، و کاظمین است.
- بازار صنایع دستی:در مراکش و ترکیه به نوعی بازار یا بخشی از بازار برمی‌خوریم که در آن‌ها رشته‌های گوناگون صنایعِ دستی و تعمیراتی یکجا جمع شده‌اند. کار این نوع پیشه وران محدود به ساخت و تولید است، و برای عرضه و فروش محصولات خویش ترجیح می‌دهند از طریق واسطه و دلال عمل کنند. این گونه بازارها از قدیم در بازارهای مرکزی مراکش وجود داشته‌اند، اما در ترکیه با نام «صنایع چارشی سی» به تازگی تشکیل شده‌اند و اغلب در کنار بازارهای قدیم یا خیابان‌های اطراف شهر قرار دارند. محله‌های صنایع دستی نوین با طرح شطرنجی و از حجره‌های بتنی یک طبقه تشکیل شده‌اند ـ در آن‌ها محل سکونتی وجود ندارد. مجموعه‌ای شبیه به این گونه بازارها چند سال پیش در کنار شهر حِمص سوریه ایجاد شد.
- بازار فرش:برای فروش فرش
- بازار آنلاین:گونه نوظهور از این نوع بازارها در حال شکل‌گیری هستند که در آنها تنوع کالا همانند دیگر بازارهاست و همچنین قابلیت گفتگو و چانه‌زنی قبل از سفارش نیز وجود دارد.[۱][۲]

## نمونه از بازارها

### ایران
- بازار تهران
- بازار اصفهان
- بازار قزوین
- بازار کازرون
- بازار زنجان
- بازار کرمانشاه
- بازارهای محلی گیلان
- بازار تبریز
- بازار وکیل شیراز
- بازار وکیل کرمان
- بازار اراک

### افغانستان
- شاه بازار، قندهار
- بازار بزرگ، هرات
- بازار مزار، در مزار شریف

### جمهوری آذربایجان
- تازه بازار، باکو
- یاشیل بازار، باکو
- ینی بازار، شکی

### مصر
- خان الخلیلی، قاهره

### سوریه
- بازار دمشق

### ترکیه
- بازار استانبول

### آمریکا
- ریور مارکت، کانزاس سیتی
- مارکت اسکویر (سن آنتونیو)